# Jonas Olsson (fotbollsspelare född 1983)
Olle Jonas Olsson, född 10 mars 1983 i Landskrona, är en svensk före detta fotbollsspelare (mittback). Han har under sin karriär spelat för bland annat Djurgårdens IF, Landskrona BoIS och West Bromwich i Premier League. Han var med i Sveriges trupp i fotbolls-EM 2012. Sedan augusti 2017 är han expertkommentator på Viasat Sport.

## Klubbkarriär

### Landskrona BoIS
Olsson startade sin karriär i Landskrona BoIS där han 2003 debuterade i A-laget som vänsterback under Jan Jönsson ledning. Han spelade 56 matcher under sina två år i klubben och blev säsongen 2005 utnämnd till lagkapten.

### NEC Nijmegen
I juli 2005 såldes han till den nederländska klubben NEC Nijmegen för 750 000 euro. Han etablerade sig snabbt i NEC som mittback, och blev samtidigt målfarligare då han gjorde tre mål under säsongen 2007/2008. Han debuterade för klubben den 14 augusti 2005 mot FC Utrecht (0–0). Han spelade totalt 93 ligamatcher och gjorde fem mål för klubben innan han 2008 lämnade för engelska West Bromwich Albion.

### West Bromwich Albion
Den 29 augusti 2008 såldes Olsson till den engelska ligaklubben West Bromwich Albion för 800 000 pund. Han gjorde sin debut för WBA den 13 september mot West Ham United och gjorde sitt första mål för klubben borta mot Middlesbrough (1–0) samma år. Olsson blev en viktig del i det WBA som med små medel ofta överträffade förväntningarna i Premier League. Med sin tuffa spelstil var han som skapt för mittbacksrollen i England där han ibland framstod som en jätte i eget straffområde. Olsson skrev den 28 september 2009 på ett nytt lukrativt flerårskontrakt med klubben. Han snuddade vid att göra tio år i samma klubb, vilket hade betytt att han blivit den första svensken att få en Testimonial (hyllnings-match). WBA-fansen minns med glädje Olssons helhjärtade insatser, inte minst i derbymatcherna mot Aston Villa.

### Djurgårdens IF
I mars 2017 värvades Olsson av Djurgårdens IF, där han skrev på ett tvåårskontrakt. Den 23 juli 2017 gjorde Olsson sina två första mål för Djurgården, båda målen var på nick. Säsongen 2018 var Olsson lagkapten för Djurgården. Han var med och tog Djurgården till en titel i Svenska cupen 2018.

### Wigan Athletic
Den 1 februari 2019 värvades Olsson av Wigan Athletic, där han skrev på ett halvårskontrakt. Det blev bara 6 matcher.
20 september 2019 meddelade Olsson att han avslutade sin aktiva karriär.

## Landslagskarriär
Olsson debuterade i det svenska landslaget i 2 juni 2010 vid en träningsmatch mot Vitryssland. Han blev uttagen i Sveriges trupp till fotbolls-EM 2012 i Polen och Ukraina av förbundskaptenen Erik Hamrén. Olsson startade i de två avslutande gruppspelsmatcherna mot England och Frankrike där han bildade mittbackspar med Olof Mellberg.
Olsson gjorde ett landslagsmål i en vänskapsmatch mot Argentina på Friends Arena 6 februari 2013. Efter en förlust i VM-kvalmatchen mot Österrike 7 juni 2013 tappade Olsson sin landslagsplats då Hamrén sedan valde att satsa på andra mittbackar. Sista landskampen för Olsson blev mot Norge 8 juni 2015.

## Efter fotbollskarriären
I februari 2021 kom Jonas Olsson att återkomma till Landskrona BoIS fotbollsgrupp för att arbeta med utvärderingar och att lägga upp riktlinjer. Han kom även att fungera som rådgivare åt juniorer och seniorer i Landskrona-klubben.

## Meriter
Djurgården
- Svenska cupen: 2018